# Vene bazivertebrale

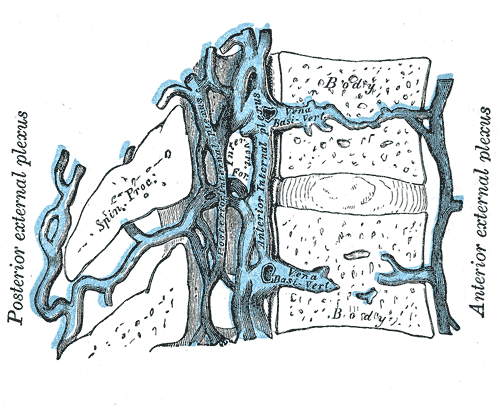
Secțiune medio-sagitală a două vertebre toracice evidențiind plexul venos vertebral intern

Venele bazivertebrale sunt vene situate în interiorul coloanei vertebrale. Acestea sunt conținute în canale mari și turtite din substanța osoasă, similare în toate privințele cu cele din diploe ale oaselor craniene. 
Ele ies din foramina de pe suprafețele posterioare ale corpurilor vertebrale. 
Ele comunică prin mici deschideri pe partea anterioară și laterală a corpurilor vertebrale cu plexurile vertebrale externe anterioare și converg în spatele canalului principal, care este uneori dublu față de partea sa posterioară și deschis prin orificii valvulare în ramurile transversale care unesc plexurile vertebrale interne anterioare. 
Venele bazivertebrale se extind mult la vârsta înaintată.